# Psylliodes punctulatus
Psylliodes punctulatus är en skalbaggsart som beskrevs av F. E. Melsheimer 1847. Psylliodes punctulatus ingår i släktet Psylliodes och familjen bladbaggar. Inga underarter finns listade i Catalogue of Life.